# Церковь Троицы в Ямской слободе (Коломна)
Церковь Троицы в Ямской слободе (Троицкая церковь на Репне) — православный храм в городе Коломне Московской области. Относится к 1-му Коломенскому благочинию Коломенской епархии Русской православной церкви.

## История
Из приправочных Коломенских книг 1572 года известно: «Храм Живоначальной Троицы, да тёплый храм Рождества пречистыя Богородицы, а на церковной земле двор попов, да двор дьячков, да двор просфирницы, да на церковной земле тринадцать мест дворовых, а полевые земли к той церкви меж церковной земле в тех приправочных книгах не написано…» Впоследствии к деревянной Троицкой церкви пристроили придел Пророка Илии (упоминался в 1680 году); позднее вокруг церкви выросла слобода, в которой селились преимущественно ямщики. Бывшее село слилось с городом, получив название Ямской слободы, и церковь стала называться Троицей на Ямках.
В 1696 году на месте деревянной церкви возвели каменную (по другим данным — в 1713 году по проекту архитектора Михаила Родионова). Она была пятиглавой, стены украшала резная кирпичная кладка, кровлю составляли несколько рядов кокошников. К западу от храма располагалась шатровая колокольня. Гораздо позднее, перестраивая церковь, удалили кирпичную резьбу, верх четверика перекрыли сводом, а кокошники убрали (в настоящее время храм венчается одной главой). В 1816 году колокольню соединили со зданием храма тёплой трапезной, в которой восстановили престолы Илии пророка и Рождества Богородицы.
В 1823 году началось строительство новой колокольни вместо старой обветшавшей. Возведение колокольни окончилось в 1825 году, автором этого проекта был архитектор Леонтий Карлони. В 1868 году храм был существенно перестроен, в результате чего изменили форму главы и кровли, саму церковь обнесли железной оградой.
Троицкой церкви принадлежала деревянная сторожка и здание церковно-приходской школы, с 1902 года при церкви действовала народная библиотека. К храму была приписана часовня Страстной иконы Божией Матери, в которой находился особо почитаемый прихожанами резной деревянный образ Божией Матери, именуемый по названию часовни — «Страстная». После закрытия часовни икону перенесли в Троицкий храм, а когда и его закрыли, икону перенесли в Богоявленскую церковь в Гончарах. В бывшей часовне располагался Дом культуры глухих, а в середине 1970-х годов её снесли. Сам Троицкий храм пережил Октябрьскую революцию, но в советское время был закрыт и его здание использовалось как цех по изготовлению горчицы, хрена и крахмала, позже здесь была открыта реставрационная мастерская. Были уничтожены фрески и росписи на стенах, главный алтарь засыпали мусором.
После распада СССР, в 1998 году, храм был возвращен верующим, и началось его восстановление. В ноябре 1998 года открылась воскресная школа, в 1999 году церкви был подарен набор колоколов, отлитых в Воронеже, а в 2004 году 140-килограммовый колокол прибыл из Екатеринбурга. Вокруг храма была установлена кованая ограда.
На сегодняшний день внешний вид Свято-Троицкого храма восстановлен полностью, продолжаются внутренние работы. Его настоятелем является священник Иоанн Николаевич Качанкин.